# Slammiversary 10
Slammiversary 10 – gala wrestlingu zorganizowana przez amerykańską federację Total Nonstop Action Wrestling (TNA). Odbyła się 10 czerwca 2012 w College Park Center w Arlington w stanie Teksas. Była to ósma gala z cyklu Slammiversary oraz szóste wydarzenie pay-per-view TNA w 2012 roku.
Karta gali oferowała dziewięć walk.
| Nr                                 | Wyniki | Stypulacje                                                                        | Czas  |
| ---------------------------------- | --- | --------------------------------------------------------------------------------- | ----- |
| 1                                  | Austin Aries (c) pokonał Samoa Joego                                                                             | Singles match o TNA X Division Championship                                       | 11:49 |
| 2                                  | Hernandez pokonał Kida Kasha                                                                                     | Singles match                                                                     | 5:52  |
| 3                                  | Devon i Garett Bischoff pokonali Robbiego E i Robbiego T                                                         | Tag Team match                                                                    | 5:56  |
| 4                                  | Mr. Anderson pokonał Roba Van Dama i Jeffa Hardy’ego                                                             | Three Way match o miano pretendenta do walki o TNA World Heavyweight Championship | 11:25 |
| 5                                  | James Storm pokonał Crimsona                                                                                     | Singles match                                                                     | 2:11  |
| 6                                  | Miss Tessmacher pokonała Gail Kim (c)                                                                            | Singles match o TNA Knockouts Championship                                        | 6:44  |
| 7                                  | Joseph Park pokonał Bully’ego Raya                                                                               | No Disqualification match                                                         | 10:25 |
| 8                                  | AJ Styles i Kurt Angle pokonali Bad Influence (Christopher Daniels i Kazarian) (c) poprzez zmuszenie do poddania | Tag Team match o TNA World Tag Team Championship                                  | 14:25 |
| 9                                  | Bobby Roode (c) pokonał Stinga                                                                                   | Singles match o TNA World Heavyweight Championship                                | 10:55 |
| (c) – mistrz/mistrzyni przed walką | |                                                                                   |       |